# Emmaus

Caravaggio: Abendmahl in Emmaus (um 1601)

Emmaus (deutsche Aussprache Em|ma|us) ist ein im Lukasevangelium erwähnter Ort in der Nähe von Jerusalem, aus dem Kleopas, ein Jünger Jesu, stammte. Emmaus bedeutet ‚warme Quelle‘ und war ein vergleichsweise häufiger Ortsname oder Namenszusatz.

## Biblischer Bericht

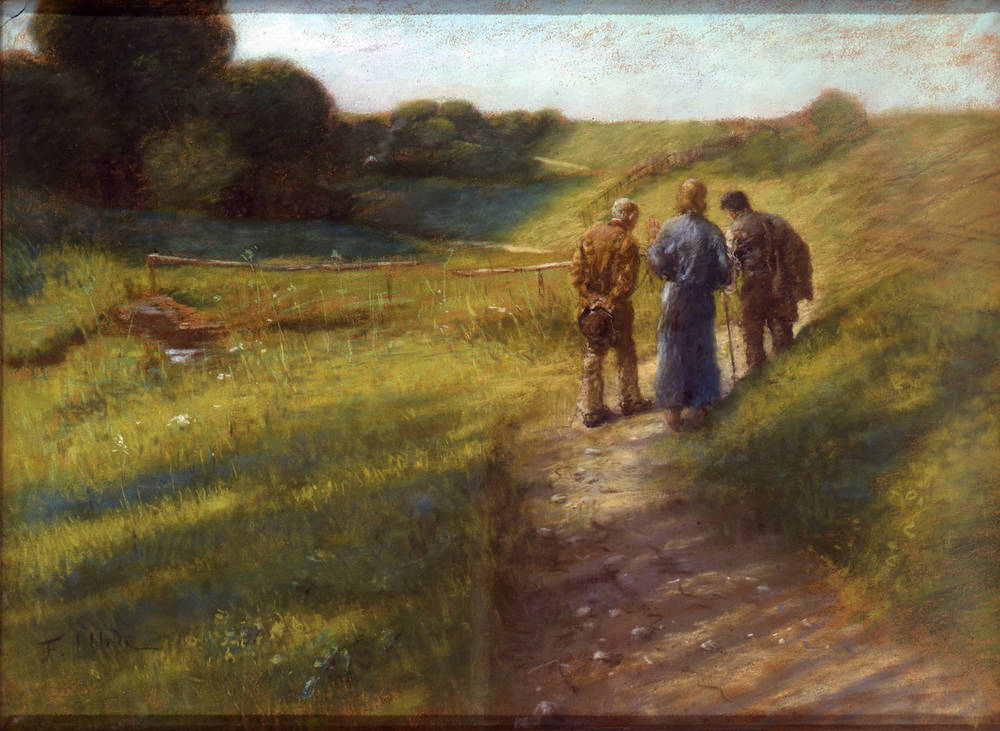
Fritz von Uhde: Der Gang nach Emmaus, 1891

Lukas berichtet, Kleopas und ein weiterer Jünger seien „am gleichen Tag“ wie die vorhergehende Episode, also noch „am ersten Tag der Woche“ (Lukas 24,1 ), dem Auferstehungssonntag, in niedergeschlagener Stimmung von Jerusalem nach Emmaus gegangen und dabei dem auferstandenen Jesus begegnet, ohne ihn jedoch zu erkennen. Der unbekannte Begleiter habe ihnen im Gespräch die Schrift ausgelegt und erklärt, das Leiden des Messias sei gemäß den Verheißungen der Propheten notwendig gewesen. In Emmaus angekommen, luden sie den Reisebegleiter ein, die Nacht über bei ihnen zu bleiben. Beim Abendmahl, als er das Brot brach, hätten sie in ihm den auferstandenen Jesus erkannt, der gleich darauf entschwand. Daraufhin seien sie noch am selben Abend nach Jerusalem zurückgelaufen, um den Aposteln und den anderen Jüngern von der Begegnung zu berichten. (Lk 24,13–35 )

## Historische Lage
Die Lage des biblischen Emmaus ist nicht gesichert. Laut Lukasevangelium ist der Ort 60 Stadien (ca. 11,5 km) von Jerusalem entfernt. Er wird im Neuen Testament an keiner anderen Stelle erwähnt. Traditionell nehmen vor allem drei Orte für sich in Anspruch, das im Lukasevangelium erwähnte Emmaus zu sein: Amwas, Abu Gosch und El Qubeibeh. Der Historiker Carsten Peter Thiede († 2004) war überzeugt, ihm sei der Nachweis der Lage des bei Lukas erwähnten Ortes in dem heutigen Jerusalemer Vorort Moza gelungen.

### Nikopolis/Amwas
Das heutige Amwas war in neutestamentlicher Zeit eine nicht unbedeutende Siedlung mit Grabanlagen aus makkabäischer und herodianischer Zeit. Allerdings wurde sie im Jahr 4 v. Chr. von den Truppen des römischen Feldherrn Publius Quinctilius Varus zerstört und erst zu Beginn des 3. Jahrhunderts n. Chr. auf Geheiß des Kaisers Elagabal unter dem neuen Namen Nikopolis als Stadt wieder aufgebaut.
Eusebius von Caesarea und Hieronymus bezeichneten die Stadt im 5. Jahrhundert als das Emmaus der biblischen Erzählung. Das Haus des Kleopas sei in eine Basilika umgewandelt worden. Problematisch daran ist, dass dieser Ort 32,5 km (mehr als 160 Stadien) von Jerusalem entfernt ist. Die Jünger sind Lukas zufolge den Weg von Jerusalem nach Emmaus und wieder zurück an einem Nachmittag und Abend gegangen, was bei einer solchen Entfernung nicht zu bewältigen ist. Die von den Befürwortern der Identifikation angeführten Lesarten in einigen Textzeugen des Lukasevangeliums, in denen statt von 60 von 160 Stadien die Rede ist, dürften nach überwiegender Ansicht der Forschung nachträgliche Berichtigungen sein.
Die Unterstützer der traditionellen Gleichsetzung des neutestamentlichen Emmaus mit Amwas / Nikopolis, darunter der Archäologe und Schriftsteller Karl-Heinz Fleckenstein und der evangelische Bibelhistoriker Rainer Riesner sowie Anhänger der am 17. Mai 2015 heiliggesprochenen römisch-katholischen Nonne Mirjam Baouardy, die den Ort des Emmausmahls 1878 in Amwas aufgrund einer Vision wiedererkannt haben will, berufen sich auf private Ausgrabungen seit den 1990er Jahren, durch die sich Nikopolis als der Ort mit der ältesten und beständigsten christlichen Emmaustradition im Heiligen Land erwiesen habe. Verwiesen wird auf judenchristliche Ossuariengräber aus dem ersten nachchristlichen Jahrhundert sowie aus dem 5. Jahrhundert stammende Mosaiken, die als Zeugnisse für eine Verehrung des Ortes auch als Schauplatz des Emmausgeschehens gedeutet werden könnten. Fleckenstein erkennt in den Mosaiken insbesondere ein Indiz für die im 5. Jahrhundert von dem Kirchenhistoriker Sozomenos überlieferte Tradition, Jesus sei bereits zu Lebzeiten in Emmaus gewesen und habe sich in der dortigen Heilquelle die Füße gewaschen.

### Abu Gosch und El Qubeibeh
In Abu Gosch wurde eine Kreuzfahrerkirche errichtet, die an den Gang nach Emmaus erinnern soll. Abu Gosch befindet sich tatsächlich in einer Distanz zu Jerusalem, die dem Bericht im Lukasevangelium entspricht, jedoch hieß der Ort in neutestamentlicher Zeit nicht Emmaus und es fehlen weitere Anhaltspunkte, die die mittelalterlichen Ortstraditionen stützten. Gleiches gilt für El Qubeibeh.

### Moza
Thiede und andere Forscher der Theologischen Hochschule Basel haben Ausgrabungen in dem Jerusalemer Vorort Moza durchgeführt, der zur neutestamentlicher Zeit möglicherweise ebenfalls Emmaus hieß. Thiede identifiziert Moza mit dem von Flavius Josephus in seinem Geschichtswerk Der Jüdische Krieg erwähnten Ort namens Ammassa oder Ammaous („Emmaus“), was sich aus dem in Bibel und Talmud belegten hebräischen Namen Ham-moza herleiten könnte. Der Ort, an dem unter Kaiser Vespasian eine römische Veteranenkolonie entstand, soll Josephus zufolge 30 Stadien von Jerusalem entfernt liegen (die in mittelalterlichen Abschriften des Josephus-Textes enthaltene Entfernungsangabe von 60 Stadien wurde schon in der älteren Forschung als gelehrte Korrektur christlicher Kopisten erkannt). Der lateinische Name der Kolonie („Colonia“) hat sich offenbar im Namen des 1948 geräumten arabischen Dorfes Qelonija erhalten, das sich bis dahin an der Stelle des heutigen Moza befand. Zwar ist der Ort nur knapp 7 km (also in etwa 30 Stadien) von Jerusalem entfernt, doch könnte Lukas den Basler Forschern zufolge mit seiner Entfernungsangabe von 60 Stadien den Hin- und Rückweg summiert haben.
Nach den Grabungen Thiedes ist auch für Moza von einer Besiedlung vor der Zerstörung Jerusalems im Jahre 70 auszugehen. Thiede sieht ähnlich einigen früheren Forschern in der Tatsache, dass Lukas von einem „Dorf“ spricht, ein Indiz dafür, dass das weiter von Jerusalem entfernt gelegene, allgemein als Stadt (Polis) bekannte Emmaus (Amwas) nicht gemeint sein könne. Auch Josephus bezeichnet den Ort der Ansiedlung der Veteranen schlicht als „Platz“. Dieses Argument wurde auch in der älteren Forschung kontrovers diskutiert und teils verworfen, weil die Ausdrücke jeden unbefestigten Ort bezeichnen können.

### Kritische Diskussion
Dem Exegeten Jürgen Becker zufolge verbietet es die Spärlichkeit der von Lukas referierten Angaben, in dem biblischen Bericht ohne Weiteres die Gründungslegende für eine christliche Gemeinde in Emmaus zu sehen (beispielsweise ist im Evangelientext keine Rede davon, dass der Jünger Kleopas in Emmaus beheimatet wäre, und auch der Ort der Einkehr wird nicht näher bezeichnet). Von daher sind die in Amwas gefundenen frühchristlichen archäologischen Zeugnisse im Hinblick auf eine Identifizierung der Stadt mit dem Ort der Erscheinung nicht sehr aussagekräftig. 
Die redaktionsgeschichtliche Forschung betrachtet die Entfernungsangabe von „60 Stadien“ im Lukasevangelium häufig als eine von der ursprünglichen Überlieferung einer Jesuserscheinung in Emmaus unabhängige Angabe des Evangelisten. Mit Bezug auf Emmaus und/oder dem möglicherweise von dort stammenden Jünger Kleopas wäre demzufolge zunächst eine Überlieferung entstanden, wonach sich der Auferstandene zwei Jüngern nach gemeinsamer Wanderung beim Mahl offenbarte. Erst Lukas verbindet diese Tradition in seiner Erzählung mit dem Termin des Ostersonntags und dem Motiv einer Wanderung von und nach Jerusalem. Als Entfernung gibt er eine Strecke an, die in dem von ihm erzählten Zeitrahmen für Wanderer zu bewältigen wäre. Zur Lokalisierung des historischen Entstehungsortes der Tradition wäre diese literarische Angabe indes wertlos. In diesem Fall ließe sich auch die Identität des biblischen Emmaus mit dem späteren Nikopolis bzw. Amwas, das sich als einziger bekannterer Ort dieses Namens in der Umgebung von Jerusalem anbietet, relativ unproblematisch annehmen. Ein anderer Ort gleichen Namens käme aber ebenso in Betracht.

## Das Emmaus-Motiv in der Kunst

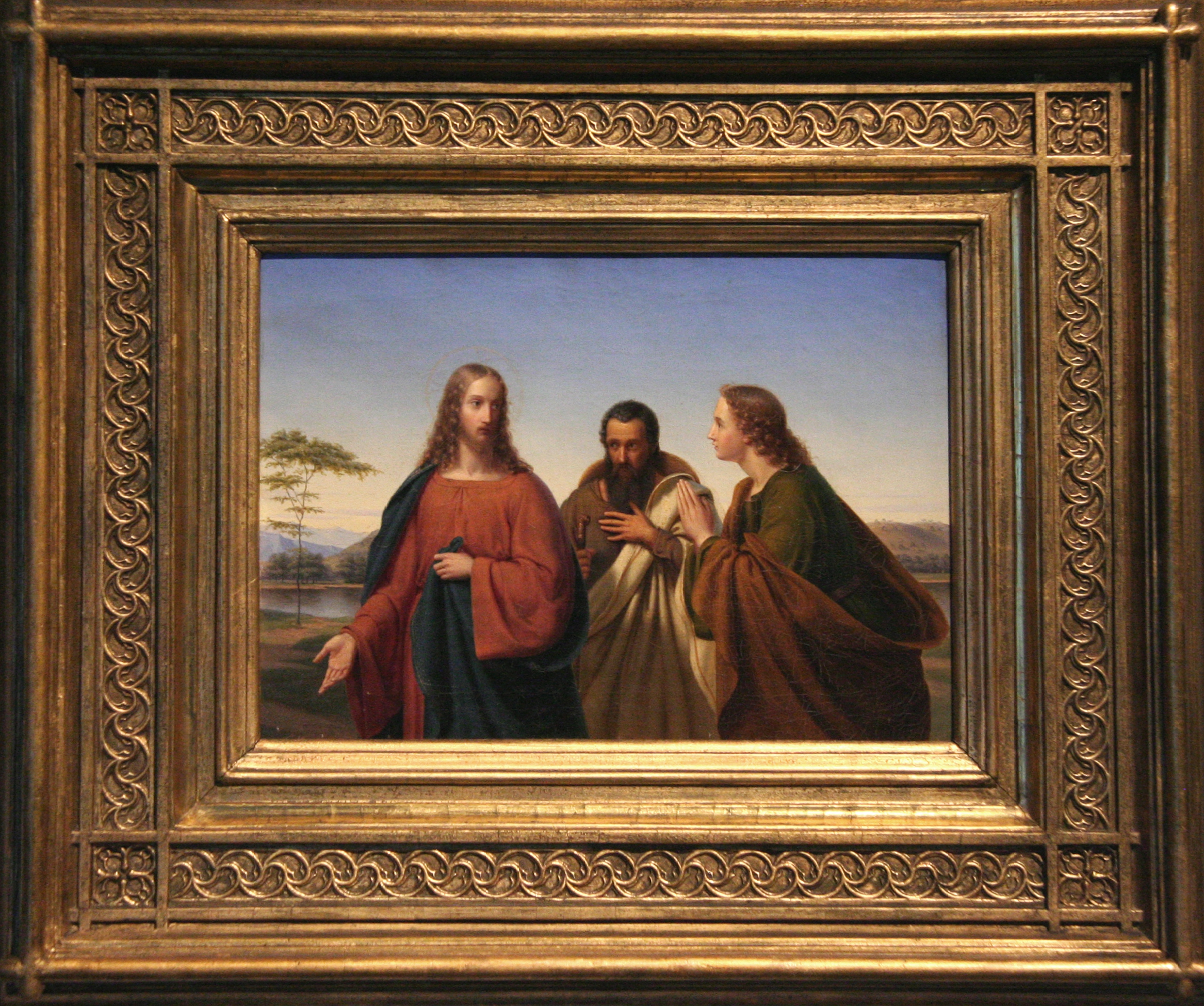
Franz Ittenbach: „Gang nach Emmaus“, Kolumba-Museum
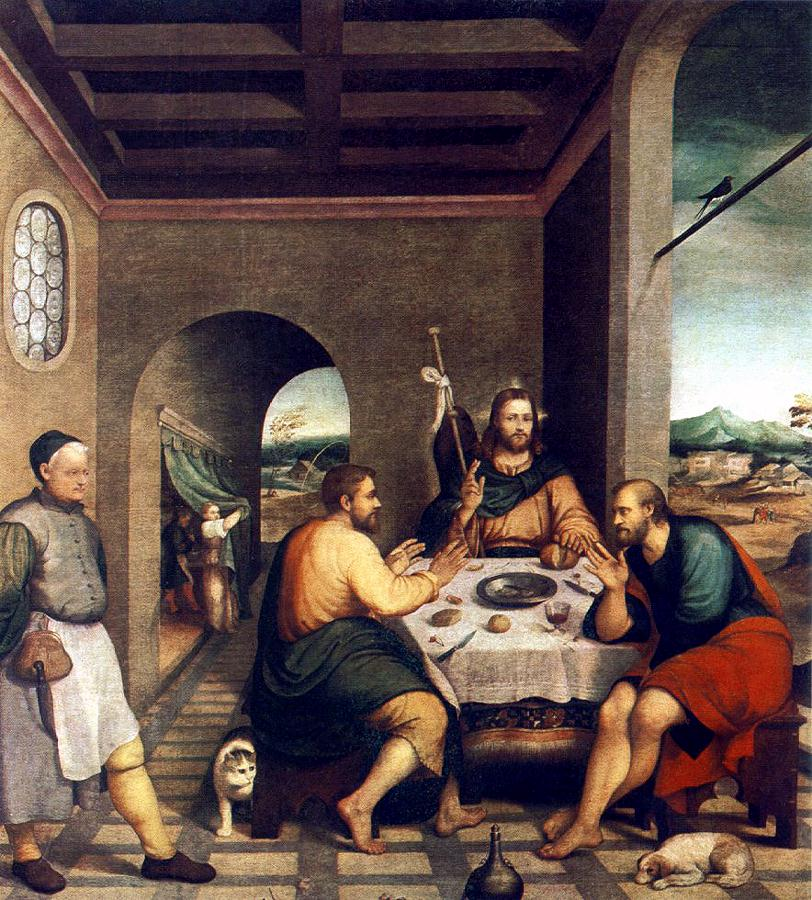
Gemälde „Cena in Emmaus“ von Jacopo Bassano (1537/38) in der Kirche von Cittadella
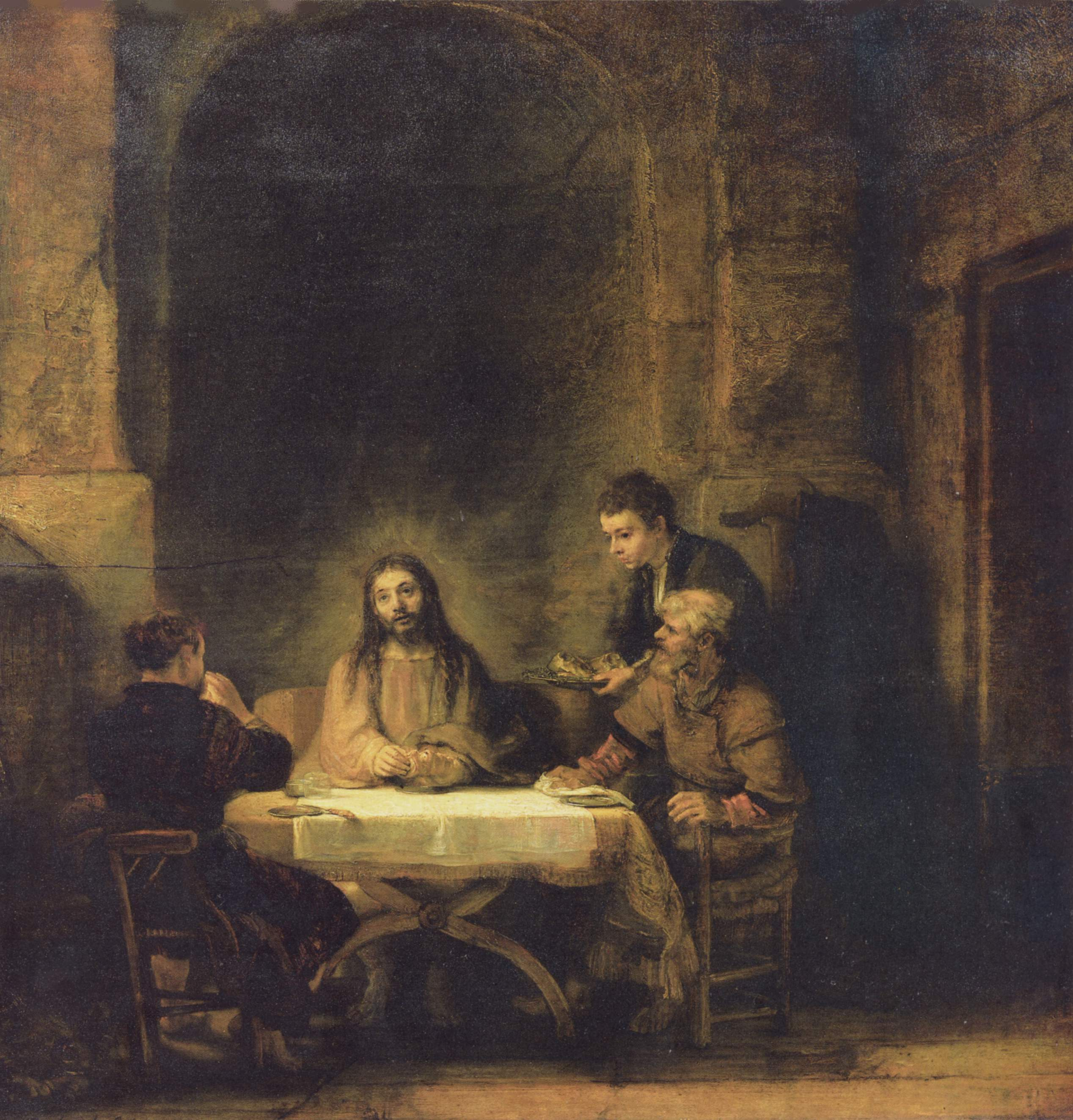
Gemälde „Christus in Emmaus“ von Rembrandt (1648)
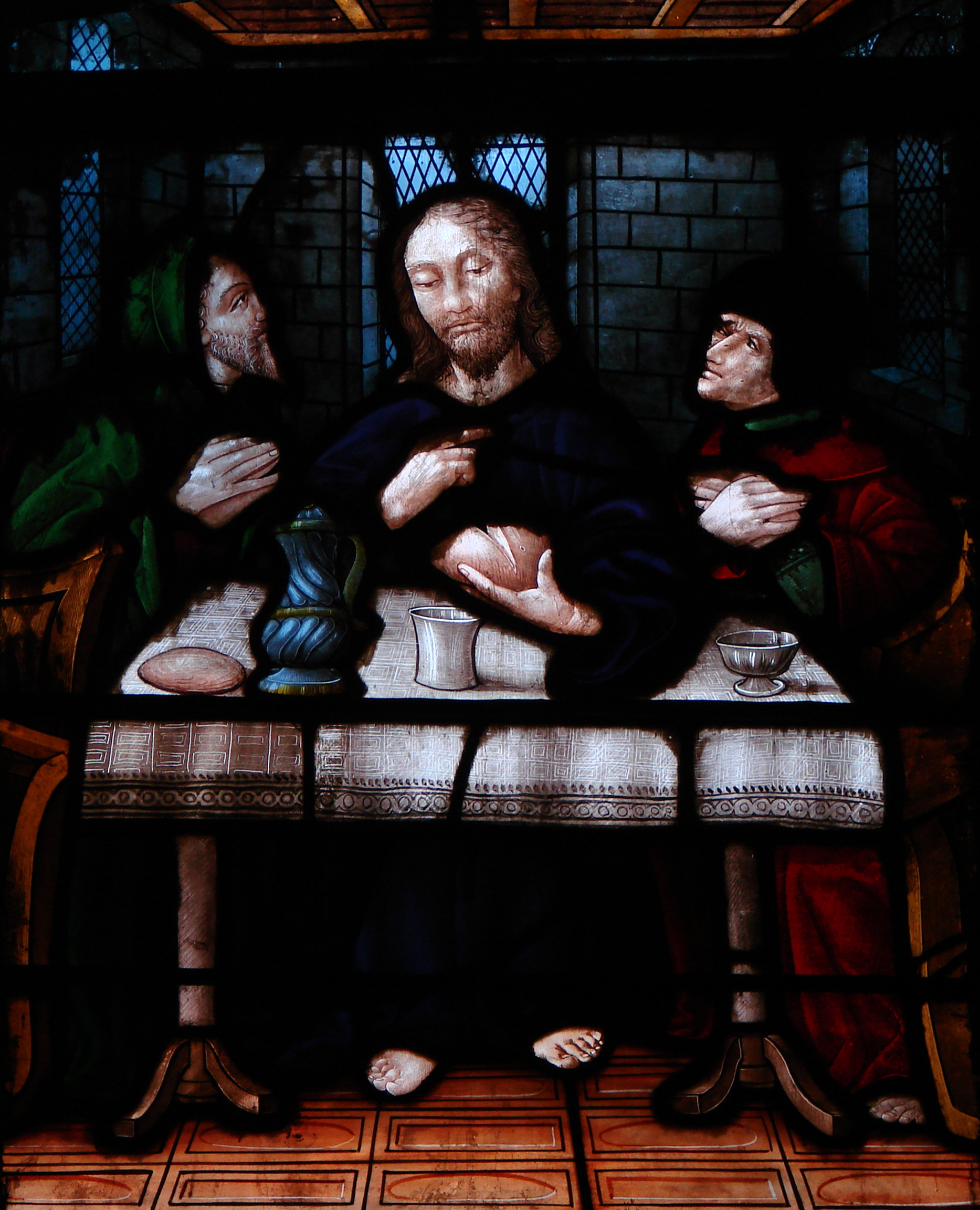
Kirchenfenster von Arnaud de Moles in der Kathedrale Sainte-Marie in Auch
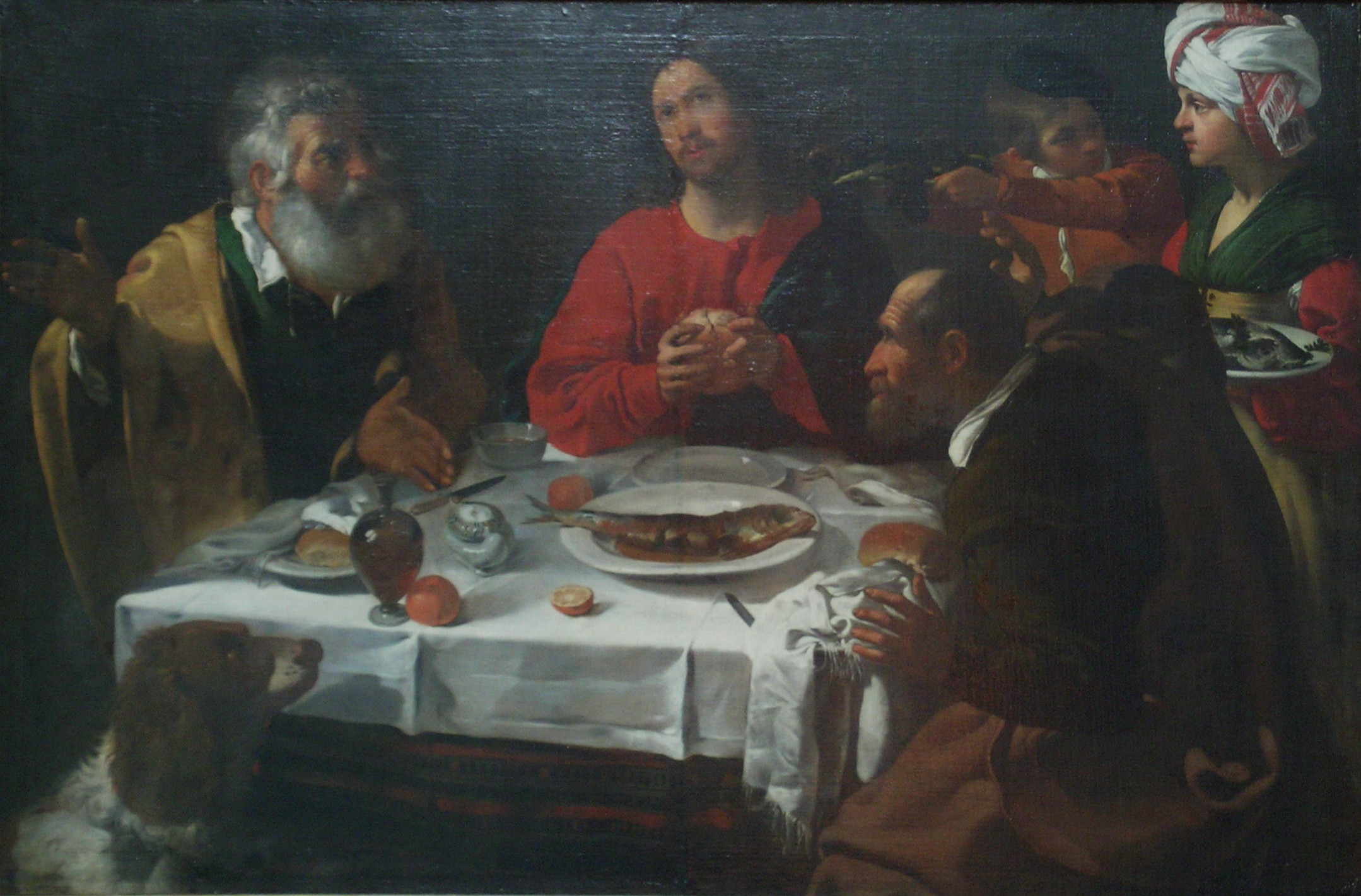
Gemälde von Caravaggio in der Liebfrauenkirche zu Brügge
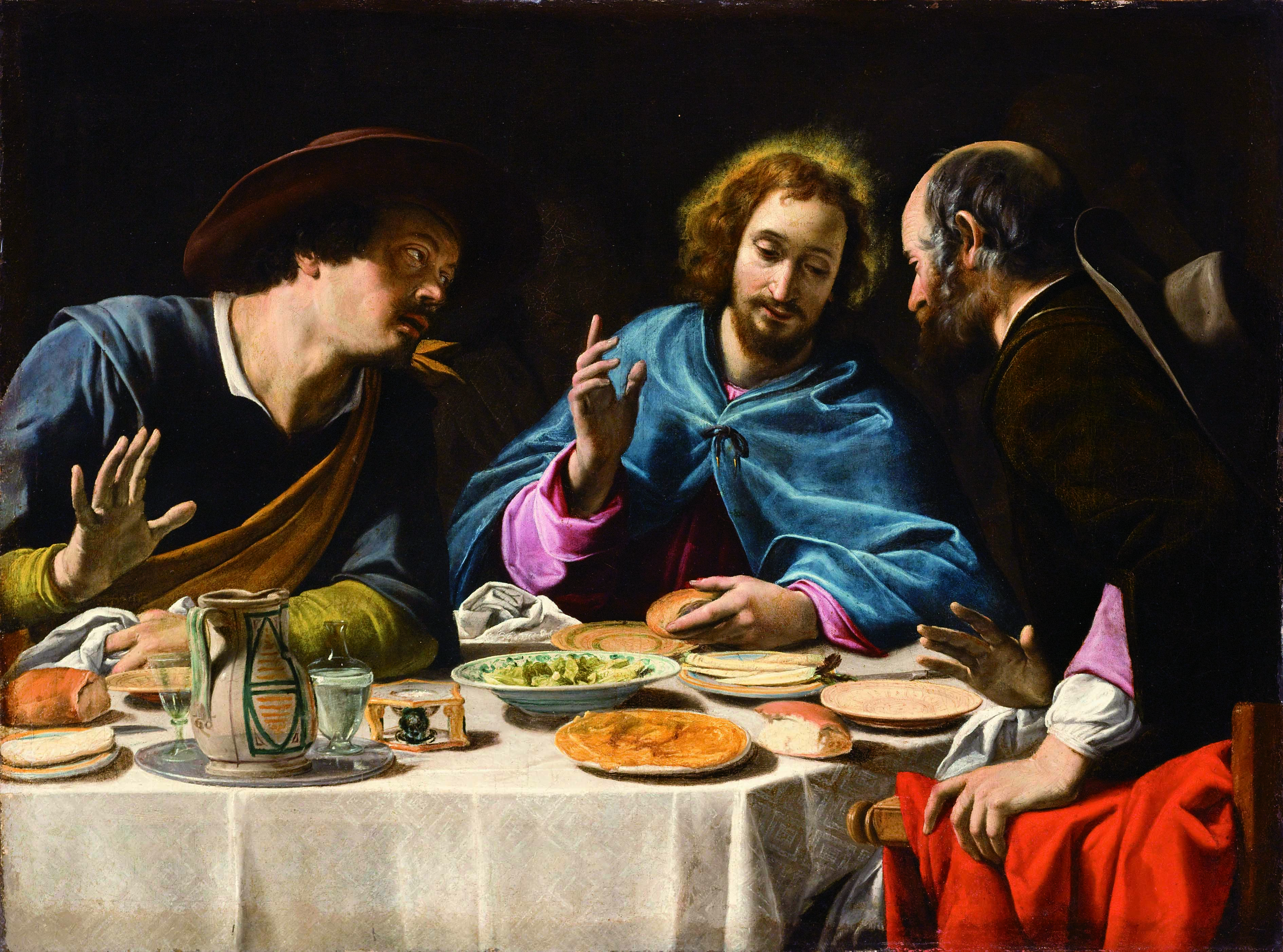
Gemälde „La Cena di Emmaus“ von Filippo Tarchiani (1625), County Museum, Los Angeles
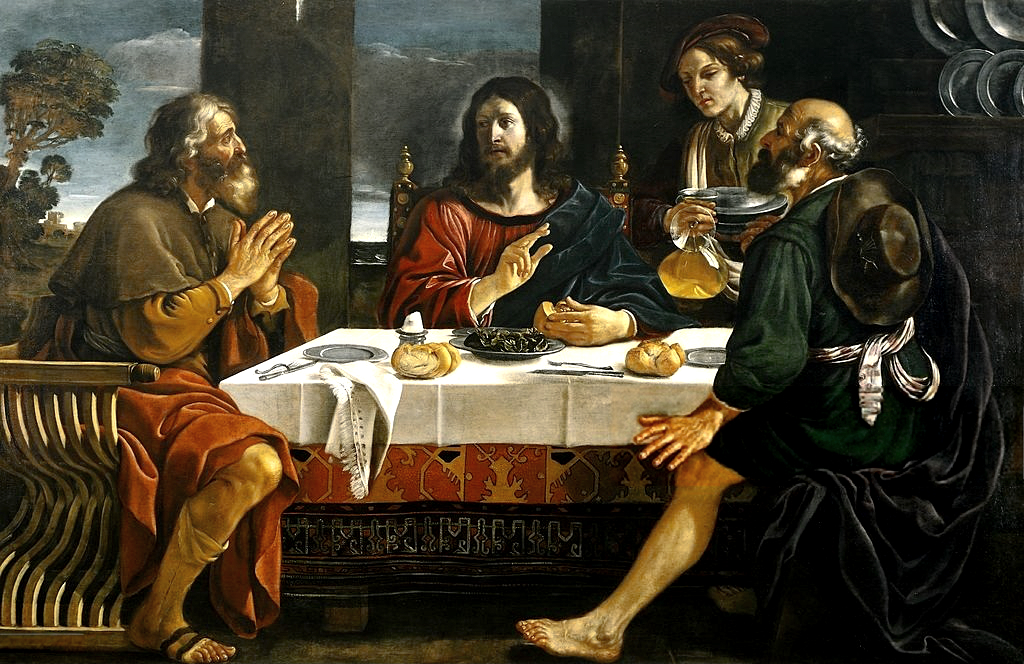
Gemälde von 1628 aus der Pinacoteca Civica in Cento
P. Koloman Fellner OSB: Die Emmausjünger (1779)
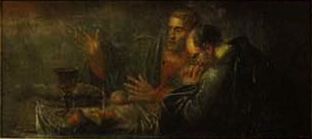
„Die Jünger von Emmaus“, Altarbild von Bernhard Rode (1779) in der St.-Marien-Kirche in Berlin